# Гран-при Бразилии
Гран-при Бразилии (порт. Grande Prêmio do Brasil) — один из этапов чемпионата мира Формулы-1. В настоящее время проходит на автодроме имени Жозе Карлуса Пасе (Интерлагос) (порт. Autódromo José Carlos Pace) в Сан-Паулу, Бразилия.
Гран-при Бразилии был впервые проведён на Интерлагосе в 1972 году. Первый Гран-при не являлся этапом чемпионата мира Формулы-1, и только на следующий год он был включён в официальный календарь. В 1978 году Гран-при Бразилии был перенесён на трассу Жакарепагуа (автодром имени Нельсона Пике, (порт. Autódromo Internacional Nelson Piquet)) в Рио-де-Жанейро, ненадолго вернувшись на следующих два сезона в Интерлагос. В 1990 году Гран-при окончательно возвращается в Интерлагос, где и проводится до 2019 года. В 2020 году этап был отменён из-за пандемии COVID-19. Начиная с 2021 года гонка на той же трассе носит название Гран-при Сан-Паулу.

## История Гран-при Бразилии
Своим появлением Гран-при Бразилии обязан Эмерсону Фиттипальди, продемонстрировавшему свои способности в ходе сезонов 1970 и 1971 годов. Поэтому уже в 1972 году в Бразилии прошла неофициальная гонка Формулы-1. Фиттипальди лидировал в той гонке, но до финиша не добрался, и победа досталась другой восходящей звезде южноамериканского автоспорта — аргентинцу Карлосу Ройтеману.
Трасса «Интерлагос», на которой прошла гонка, была расположена в Сан-Паулу, что, естественно, гарантировало гонкам большое количество зрителей. Вся трасса находилась в естественной впадине, и это давало зрителям возможность отличного обзора. Автодром был построен ещё в 1940 году, но тридцать лет влачил жалкое существование, пока на нём не начали проводиться международные гонки — сначала Формулы-2, а затем, с 1972 — и Формулы-1. Длина круга тогда составляла 7960 м. Вслед за длиннейшими послестартовыми прямыми автомобили выезжали на ту часть трассы, которая используется и сейчас (Ferradura, Subida do Lago, Reta Oposta, Curva do Sol), но двигались они по ней в обратном нынешнему направлении, затем следовал сейчас не использующийся отрезок трассы со 180-градусным Curva do Sargento, а начиная с поворота Laranja трасса практически не отличалась от современной. Сочетание неровного покрытия и тропической жары было убийственным для автомобилей.
Первый официальный Гран-при Бразилии прошёл в 1973 году, и выиграл его Фиттипальди на Lotus, а год спустя он повторил этот успех, но уже на McLaren. В 1975 году победил другой бразилец — Карлус Пасе, чьё имя теперь носит автодром. Следующие два года выигрывали гонщики Ferrari — Лауда и Ройтеман.
В 1978 году Гран-при Бразилии состоялся на другой трассе — «Жакарепагуа», расположенной вблизи Рио-де-Жанейро. Это был обыкновенный, мало чем примечательный автодром, состоявший из двух длинных прямых и двух серий поворотов. Длина круга составляла 5031 м. С точки зрения безопасности эта трасса была лучше, но ей недоставало духа Интерлагоса. Тем не менее, после двух гонок в Сан-Паулу в 1979 и 1980 годах, во время которых господствовали французские гонщики на французских автомобилях, Гран-при Бразилии был окончательно переведён в Рио. «Французский период» на этом не закончился, но теперь он был связан с именем Алена Проста, выигрывавшего в Жакарепагуа пять раз. Также один раз побеждали Ройтеман и Мэнселл и дважды — Нельсон Пике, третий бразилец, кому удалось победить в своём «домашнем» Гран-при.
В 1990 году Гран-при Бразилии вернулся на Интерлагос, однако трасса была сильно изменена: был введён послестартовый S-образный поворот; длинные прямые исчезли, и их заменил похожий по конфигурации, но гораздо более короткий участок от Curva do Sol до Ferradura, который был связан новым отрезком трассы с Laranja, из-за чего протяжённая секция Curva do Sargento осталась «не у дел». Общая длина круга сократилась до 4325 м. Первую гонку на новой трассе выиграл Прост (это была его рекордная, шестая, победа в Гран-при Бразилии), а в 1991 году свою мечту о победе здесь реализовал Айртон Сенна. Два года спустя он вновь победил, блестяще проведя гонку под дождём.
С началом новой эры в истории Формулы-1 в 1994 году Гран-при Бразилии приобрёл одно интересное свойство — выигравший его гонщик непременно становился в том сезоне чемпионом мира. Соответственно, за это время на Интерлагосе четырежды выигрывал Михаэль Шумахер, дважды — Мика Хаккинен, и по одному разу — Деймон Хилл и Жак Вильнёв.
Однако победы в 2006 и 2008 годах не гарантировали Фелипе Массе чемпионского титула. Хотя великолепная победа Кими Райкконена в 2007 году позволила на одно очко опередить Льюиса Хэмилтона и выиграть чемпионат.

## Победители Гран-при Бразилии

### Гонщики
| Победы | Гонщик              | Гран-при                           |
| ------ | ------------------- | ---------------------------------- |
| 6      | Ален Прост          | 1982, 1984, 1985, 1987, 1988, 1990 |
| 4      | Михаэль Шумахер     | 1994, 1995, 2000, 2002             |
| 3      | Карлос Ройтеман     | 1977, 1978, 1981                   |
| 3      | Себастьян Феттель   | 2010, 2013, 2017                   |
| 2      | Эмерсон Фиттипальди | 1973, 1974                         |
| 2      | Нельсон Пике        | 1983, 1986                         |
| 2      | Найджел Мэнселл     | 1989, 1992                         |
| 2      | Айртон Сенна        | 1991, 1993                         |
| 2      | Мика Хаккинен       | 1998, 1999                         |
| 2      | Хуан Пабло Монтойя  | 2004, 2005                         |
| 2      | Фелипе Масса        | 2006, 2008                         |
| 2      | Марк Уэббер         | 2009, 2011                         |
| 2      | Нико Росберг        | 2014, 2015                         |
| 2      | Льюис Хэмилтон      | 2016, 2018                         |

### Команды (конструкторы)
| Победы | Конструкторы | Гран-при                                                               |
| ------ | ------------ | ---------------------------------------------------------------------- |
| 12     | McLaren      | 1974, 1984, 1985, 1987, 1988, 1991, 1993, 1998, 1999, 2001, 2005, 2012 |
| 11     | Ferrari      | 1976, 1977, 1978, 1989, 1990, 2000, 2002, 2006, 2007, 2008, 2017       |
| 6      | Williams     | 1981, 1986, 1992, 1996, 1997, 2004                                     |
| 5      | Red Bull     | 2009, 2010, 2011, 2013, 2019                                           |
| 4      | Mercedes     | 2014, 2015, 2016, 2018                                                 |
| 2      | Renault      | 1980, 1982                                                             |
| 2      | Brabham      | 1975, 1983                                                             |
| 2      | Benetton     | 1994, 1995                                                             |

### По годам
Розовым цветом отмечены гонки, не являвшиеся этапами чемпионата мира Формулы-1.
| Год  | Гонщик              | Машина           | Трасса      | Отчёт |
| ---- | ------------------- | ---------------- | ----------- | ----- |
| 1972 | Карлос Ройтеман     | Brabham-Ford     | Интерлагос  | Отчёт |
| 1973 | Эмерсон Фиттипальди | Lotus-Ford       | Интерлагос  | Отчёт |
| 1974 | Эмерсон Фиттипальди | McLaren-Ford     | Интерлагос  | Отчёт |
| 1975 | Карлус Пасе         | Brabham-Ford     | Интерлагос  | Отчёт |
| 1976 | Ники Лауда          | Ferrari          | Интерлагос  | Отчёт |
| 1977 | Карлос Ройтеман     | Ferrari          | Интерлагос  | Отчёт |
| 1978 | Карлос Ройтеман     | Ferrari          | Жакарепагуа | Отчёт |
| 1979 | Жак Лаффит          | Ligier-Ford      | Интерлагос  | Отчёт |
| 1980 | Рене Арну           | Renault          | Интерлагос  | Отчёт |
| 1981 | Карлос Ройтеман     | Williams-Ford    | Жакарепагуа | Отчёт |
| 1982 | Ален Прост          | Renault          | Жакарепагуа | Отчёт |
| 1983 | Нельсон Пике        | Brabham-BMW      | Жакарепагуа | Отчёт |
| 1984 | Ален Прост          | McLaren-TAG      | Жакарепагуа | Отчёт |
| 1985 | Ален Прост          | McLaren-TAG      | Жакарепагуа | Отчёт |
| 1986 | Нельсон Пике        | Williams-Honda   | Жакарепагуа | Отчёт |
| 1987 | Ален Прост          | McLaren-TAG      | Жакарепагуа | Отчёт |
| 1988 | Ален Прост          | McLaren-Honda    | Жакарепагуа | Отчёт |
| 1989 | Найджел Мэнселл     | Ferrari          | Жакарепагуа | Отчёт |
| 1990 | Ален Прост          | Ferrari          | Интерлагос  | Отчёт |
| 1991 | Айртон Сенна        | McLaren-Honda    | Интерлагос  | Отчёт |
| 1992 | Найджел Мэнселл     | Williams-Renault | Интерлагос  | Отчёт |
| 1993 | Айртон Сенна        | McLaren-Ford     | Интерлагос  | Отчёт |
| 1994 | Михаэль Шумахер     | Benetton-Ford    | Интерлагос  | Отчёт |
| 1995 | Михаэль Шумахер     | Benetton-Renault | Интерлагос  | Отчёт |
| 1996 | Деймон Хилл         | Williams-Renault | Интерлагос  | Отчёт |
| 1997 | Жак Вильнёв         | Williams-Renault | Интерлагос  | Отчёт |
| 1998 | Мика Хаккинен       | McLaren-Mercedes | Интерлагос  | Отчёт |
| 1999 | Мика Хаккинен       | McLaren-Mercedes | Интерлагос  | Отчёт |
| 2000 | Михаэль Шумахер     | Ferrari          | Интерлагос  | Отчёт |
| 2001 | Дэвид Култхард      | McLaren-Mercedes | Интерлагос  | Отчёт |
| 2002 | Михаэль Шумахер     | Ferrari          | Интерлагос  | Отчёт |
| 2003 | Джанкарло Физикелла | Jordan-Ford      | Интерлагос  | Отчёт |
| 2004 | Хуан Пабло Монтойя  | Williams-BMW     | Интерлагос  | Отчёт |
| 2005 | Хуан Пабло Монтойя  | McLaren-Mercedes | Интерлагос  | Отчёт |
| 2006 | Фелипе Масса        | Ferrari          | Интерлагос  | Отчёт |
| 2007 | Кими Райкконен      | Ferrari          | Интерлагос  | Отчёт |
| 2008 | Фелипе Масса        | Ferrari          | Интерлагос  | Отчёт |
| 2009 | Марк Уэббер         | Red Bull-Renault | Интерлагос  | Отчёт |
| 2010 | Себастьян Феттель   | Red Bull-Renault | Интерлагос  | Отчёт |
| 2011 | Марк Уэббер         | Red Bull-Renault | Интерлагос  | Отчёт |
| 2012 | Дженсон Баттон      | McLaren-Mercedes | Интерлагос  | Отчёт |
| 2013 | Себастьян Феттель   | Red Bull-Renault | Интерлагос  | Отчёт |
| 2014 | Нико Росберг        | Mercedes         | Интерлагос  | Отчёт |
| 2015 | Нико Росберг        | Mercedes         | Интерлагос  | Отчёт |
| 2016 | Льюис Хэмилтон      | Mercedes         | Интерлагос  | Отчёт |
| 2017 | Себастьян Феттель   | Ferrari          | Интерлагос  | Отчёт |
| 2018 | Льюис Хэмилтон      | Mercedes         | Интерлагос  | Отчёт |
| 2019 | Макс Ферстаппен     | Red Bull-Honda   | Интерлагос  | Отчёт |